# دوروتی مارگارت استوارت
دوروتی مارگارت استوارت (انگلیسی: Dorothy Margaret Stuart; ۱ ژانویهٔ ۱۸۸۹ – ۱۴ سپتامبر ۱۹۶۳) شاعر و نویسنده زن اهل بریتانیا بود.
از افتخارات وی میتوان به کسب مدال نقره ادبیات در بخش مسابقات هنری بازی‌های المپیک تابستانی ۱۹۲۴ اشاره کرد.